# Happy-Go-Lucky
Happy-Go-Lucky (no Brasil, Simplesmente Feliz; em Portugal, Um Dia de Cada Vez) é um filme britânico de 2008, uma comédia escrita e dirigida por Mike Leigh. O roteiro se concentra em uma irreprimível alegria e infinitamente otimista professora de escola primária e suas relações com aqueles à sua volta.

## Sinopse
Poppy (Sally Hawkins) é uma jovem professora de escola primária, e uma otimista incorrigível que difícilmente se chateia.Divide um apartamento com Zoe (Alexis Zegerman) sua melhor amiga e confidente. Poppy tem o dom de aproveitar ao máximo a vida. Determinada a aprender dirigir, ela encontra-se com Scott(Eddie Marsan), um instrutor ansioso e perturbado, que testará todo o bom humor de Poppy. Do Diretor Mike Leigh (Segredos e Mentiras) Simplesmente Feliz é uma comédia sobre diversão, procura de amores e aproveitar a vida.

## Elenco
- Sally Hawkins - (Poppy)
- Elliot Cowan - (Bookseller)
- Alexis Zegerman - (Zoe)
- Andrea Riseborough - (Dawn)
- Sinead Matthews - (Alice)
- Kate O'Flynn - (Suzy)
- Sarah Niles - (Tash)
- Eddie Marsan - (Scott)
- Sylvestra Le Touzel - (Heather)

## Premiações
Oscar
- Indicado a melhor roteiro original

Globo de Ouro
- Sally Hawkins (melhor atriz - comédia ou musical)
- Indicado a melhor filme - comédia ou musical